# Kino 1
Kino 1 — український фільмовий телеканал. Він належить компанії «Поверхность», яку очолює Віктор Самойленко.

## Про телеканал
«Kino 1»  спочатку був телеканалом, який транслював ексклюзивний контент для несімейного перегляду, розрахований на чоловічу аудиторію. Також частину ефіру займали короткометражні фільми з усього світу, зняті на високому художньому рівні талановитими режисерами. Принципи програмування каналу складалися із жорсткого відбору контенту, де показувалися лише найкращі та успішні сучасні короткометражні фільми з усього світу; формування тематичних блоків коротких форм тривалістю до 1 години; та до 25% фільмів еротичного характеру у вечірній та нічний час.
У 2024 році телеканал пропонує контент глянцевого Голлівуду, реалістичного стилю Незалежного кіно, а також контент для тих, хто дивиться різні жанри, від драми до комедії. На «Kino 1» транслюють найпопулярніші світові фільми, серіали, які вже стали класикою, а також новітні кінопрем'єри.

### Ретрансляції
23 серпня 2017 року на засідання Нацради з питань телебачення та радіомовлення звернулися до компанії «Поверхность-Інвест», дистриб'ютора в Україні телеканалу «Kino 1» з європейською латвійською ліцензією, з вимогою проінформувати власника телеканалу про виявлені порушення чинного українського законодавства. Моніторинг відомства від 20 липня 2017 року зафіксував, що телеканал цілодобово ретранслює російський канал «Егоїст ТВ», що супроводжується в ефірі двома логотипами — «Егоїст ТВ» та «Кino 1». Крім того, мовник транслює анонси та заставки російського телеканалу, а також зафіксовано відсутність власного мовлення.

## Українські Серіали
- Агенти справедливості
- АТП Перевізники
- Брюс
- В полоні у перевертня
- Виклик
- Виходьте без дзвінка
- Відділ 44
- Володимирська, 15
- Гарячий
- Дзідзьо-фільм
- Дільничний з ДВРЗ
- Дільнчний з Дврз: Повітряна тривога
- Доброволець
- Дрон
- Життя і пригоди Мішки Япончика
- Жіночий лікар
- Закляті друзі
- Козаки. Абсолютно брехлива історія
- Коп з минулого
- Кримінолог
- Майор і Магія
- Ментівські війни. Харків
- Метелики
- Морська поліція. Чорноморськ
- Ніконов і Ко
- Нюхач
- Обмани себе
- Опер за викликом
- Пес
- Пес Альф
- Поганий хороший коп
- Потяг
- Провінціал
- Прокурори
- Речдок
- Речдок. Велике справа
- Речдок. Випереджаючи час
- Речдок. Лична справа
- Розтин покаже
- Рубан
- СБУ. Спецоперація
- Слідаки
- Слуга Народу
- Тільки кохання
- Хід прокурора
- Штурм

## Іноземні серіали
- 4исла
- 9-1-1
- CSI: Кіберпростір
- CSI: Лас-Вегас
- CSI: Маямі
- CSI: Місце злочину
- CSI: Нью-Йорк
- NCIS: Полювання на вбивць
- NCIS: Лос-Анджелес
- Альпійський патруль
- Викликайте акушерку
- Вічність
- Гаваї 5.0
- Гейвен
- Доктор Герроу
- Декстер
- Елементарно
- Закон і порядок
- Закон і порядок: Спеціальний корпус
- Закон і порядок: Злочинні наміри
- Злочин у раю
- Коломбо
- Комісар Рекс
- Криміналісти: мислити як злочинець
- Люцифер
- Медіум
- Менталіст
- Пригоди Мерліна
- Морський патруль
- Незабутнє
- Нічна зміна
- Сліпа зона
- Спецзагін Кобра 11
- Справа Дойлів
- Справжній детектив
- Суто англійські вбивства
- Тіло як доказ
- Хороший лікар
- Чорне дзеркало
- Чорний список
- ФБР
- Форс-мажори